# Sector Tempelhof-Schöneberg
Sectorul Tempelhof-Schöneberg este sectorul 7 al orașului Berlin, care a luat naștere în anul 2001 prin fuziunea sectoarelor Tempelhof și Schöneberg.

## Cartiere
- Sector 07 Tempelhof-Schöneberg
  - 0701 Schöneberg
    - Bayerisches Viertel
    - Ceciliengärten
    - Winterfeldtplatz
    - Kielgan-Viertel
    - Rote Insel
    - Lindenhof
    - Alboinplatz

  - 0702 Friedenau
  - 0703 Tempelhof
    - „Tempelhofer Schweiz“, Siedlung „Blanke Hölle“ am Alboinplatz
    - Tempelhofer Feld oder Neu-Tempelhof

  - 0704 Mariendorf
    - Alt-Mariendorf
    - Siedlung Südende

  - 0705 Marienfelde
  - 0706 Lichtenrade